# Bodadräkt
Bodadräkt är en folkdräkt från Boda socken i Dalarna. Den har stora likheter med Rättviksdräkten, speciellt i äldre tider. Under 1700- och 1800-talen förekom ett lokalt, särpräglat och varierat dräktskick i flera Siljanssocknar i Dalarna. En av dessa socknar är Boda socken. Det lokala dräktskiktet föreskrev särskild klädsel vi dop, kyrktagning, konfirmation, bröllop och begravning. Det finns ovanligt stor mängd bevarade plagg från Boda socken.

## Mansdräkten
Mansdräkten är i grunden densamma som Rättviksdräkten med blå väst och blåtröja. Däremot finns det en topphätta av blått kläde med rött uppslag. som förknippas med Boda.

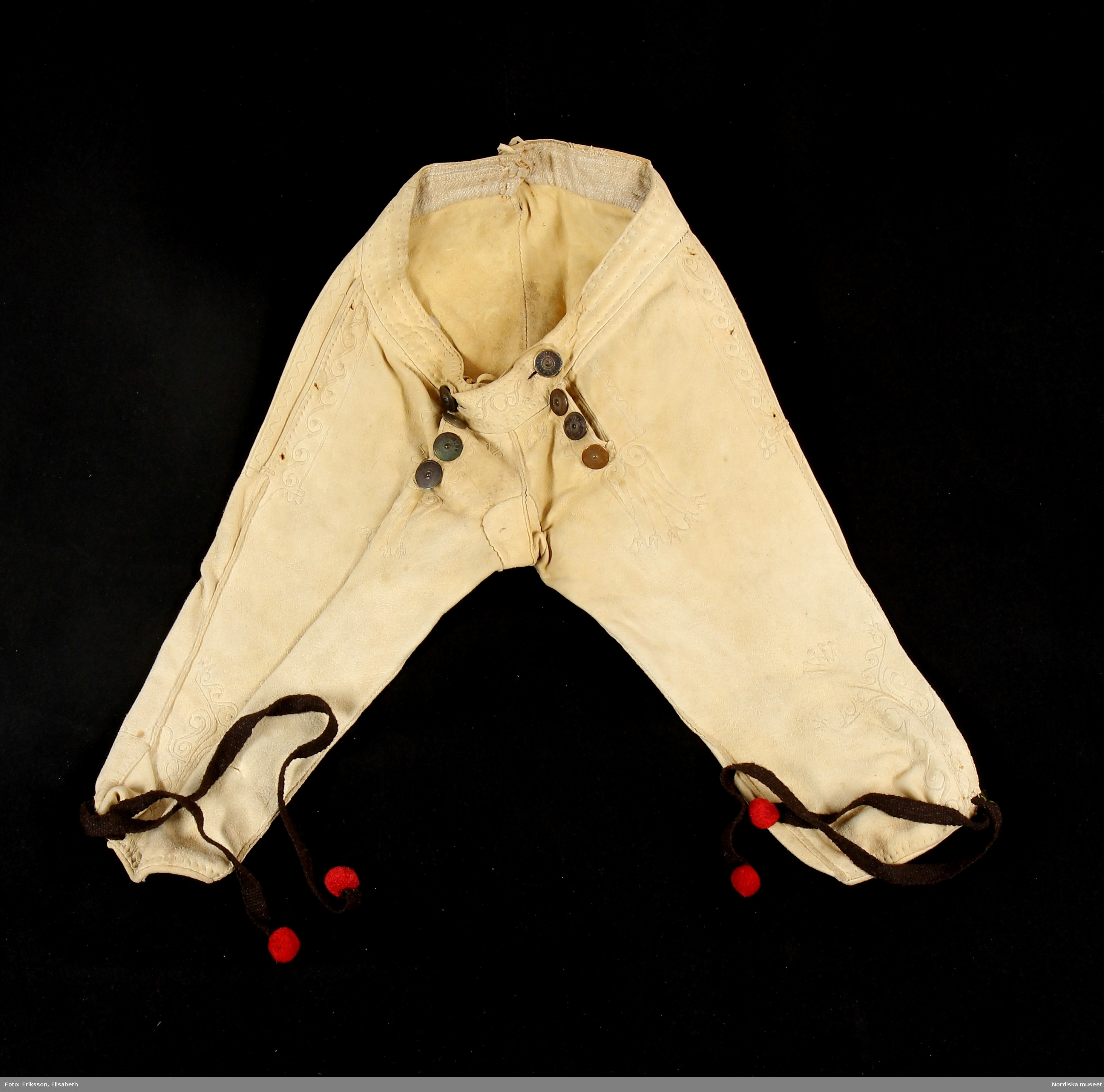
Skinnbyxor.
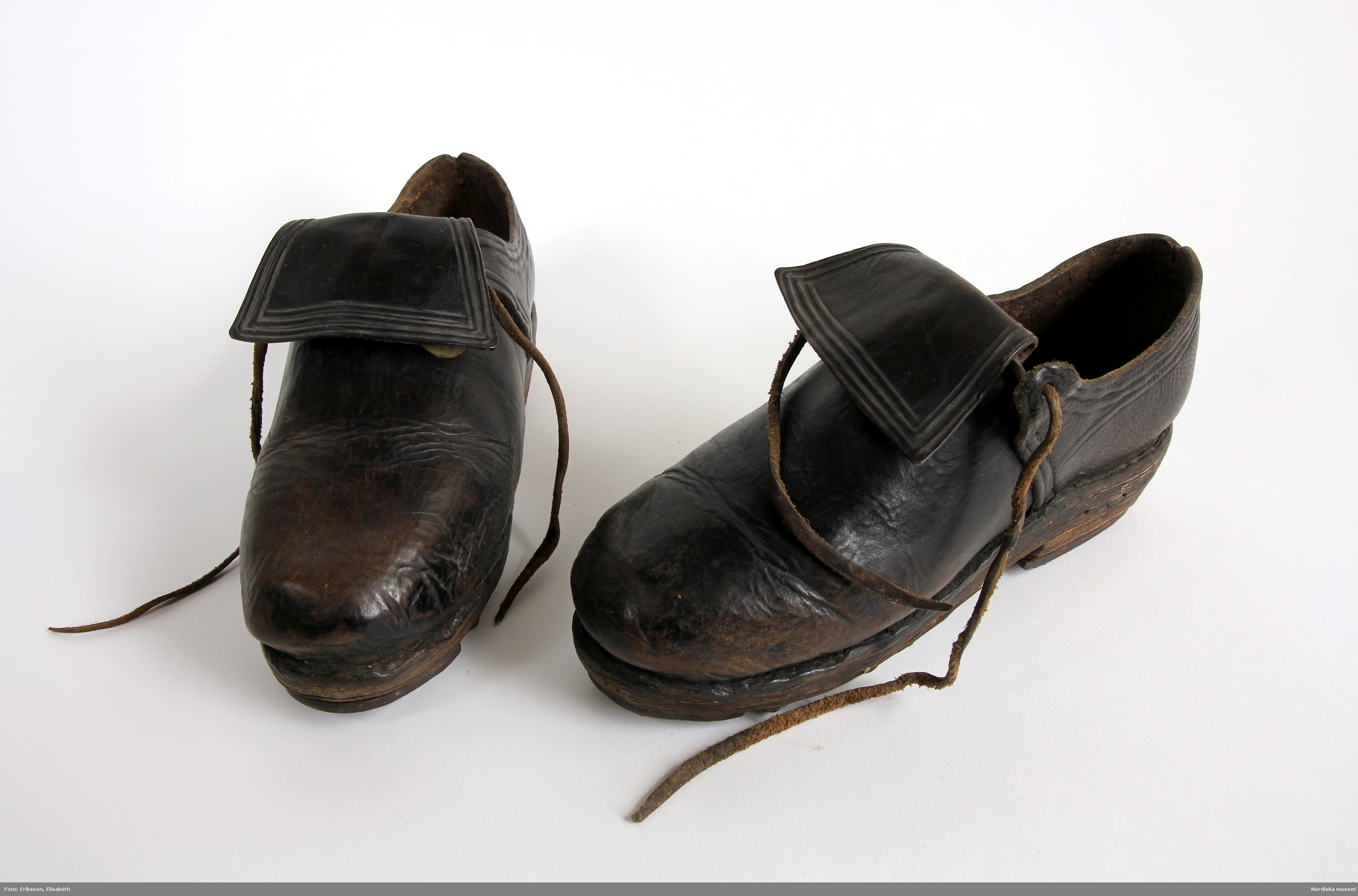
Skor.
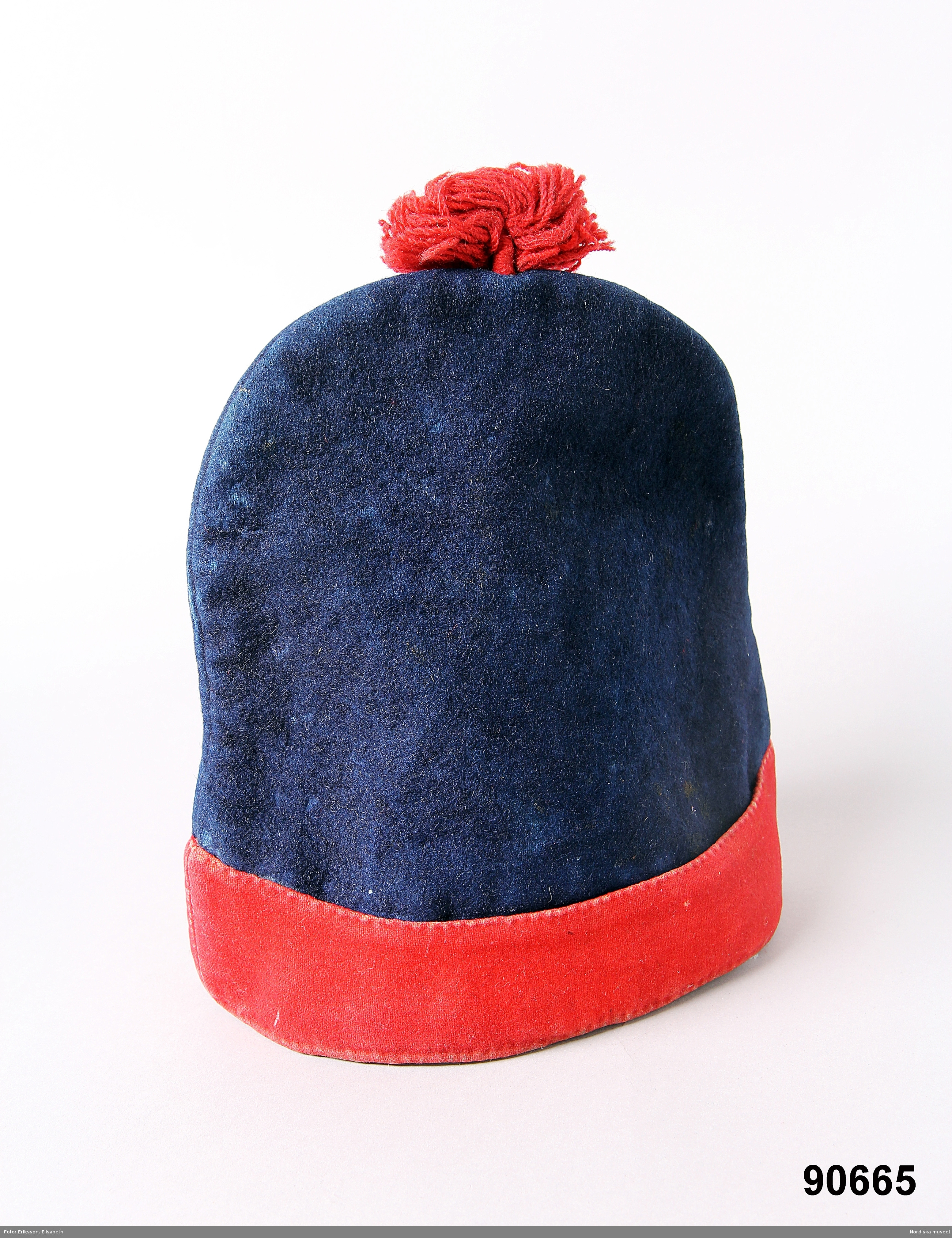
Mössa.
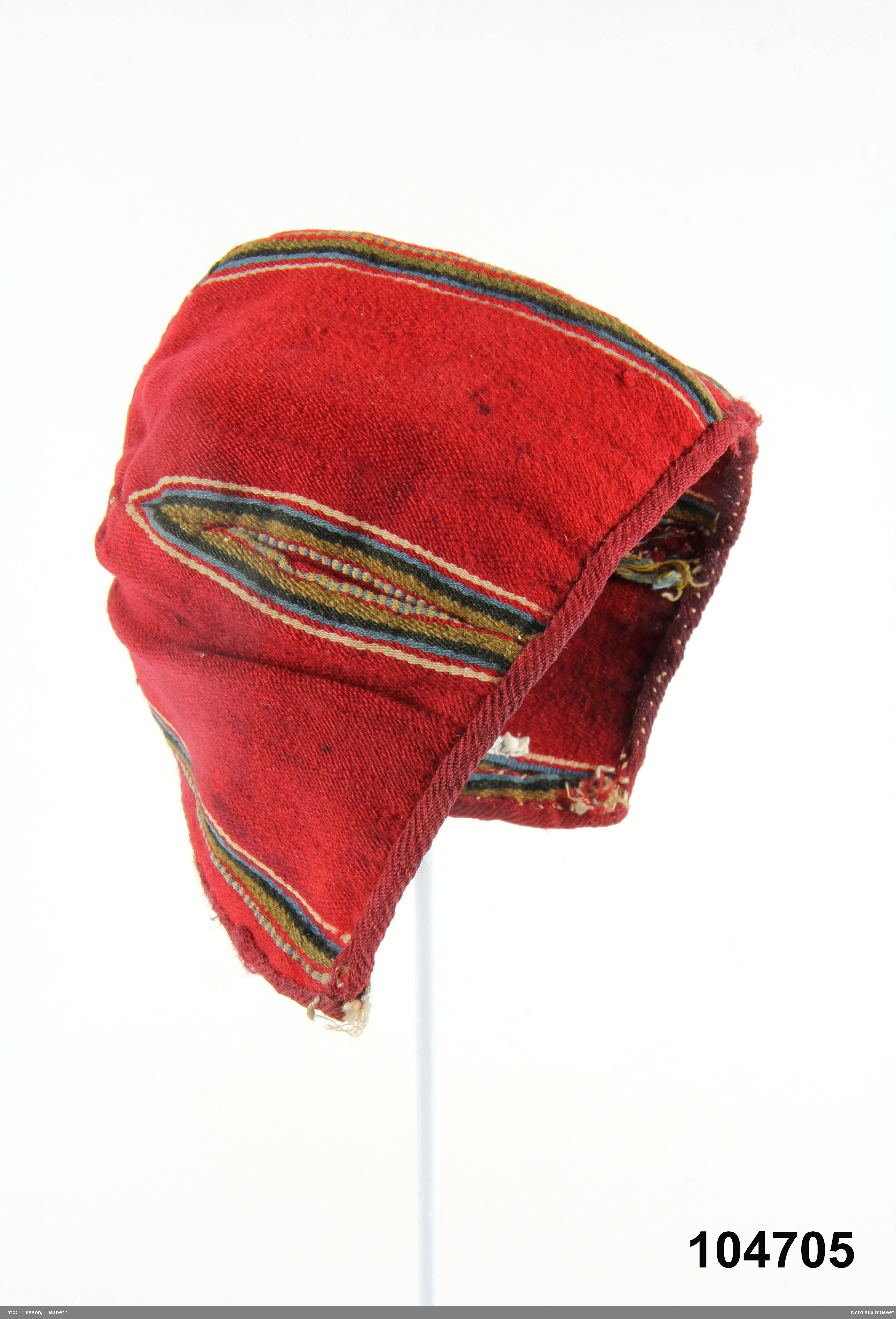
Pojkhätta använd ca 1850. Insamlad 1905 av Nordiska museet.

## Kvinnodräkten

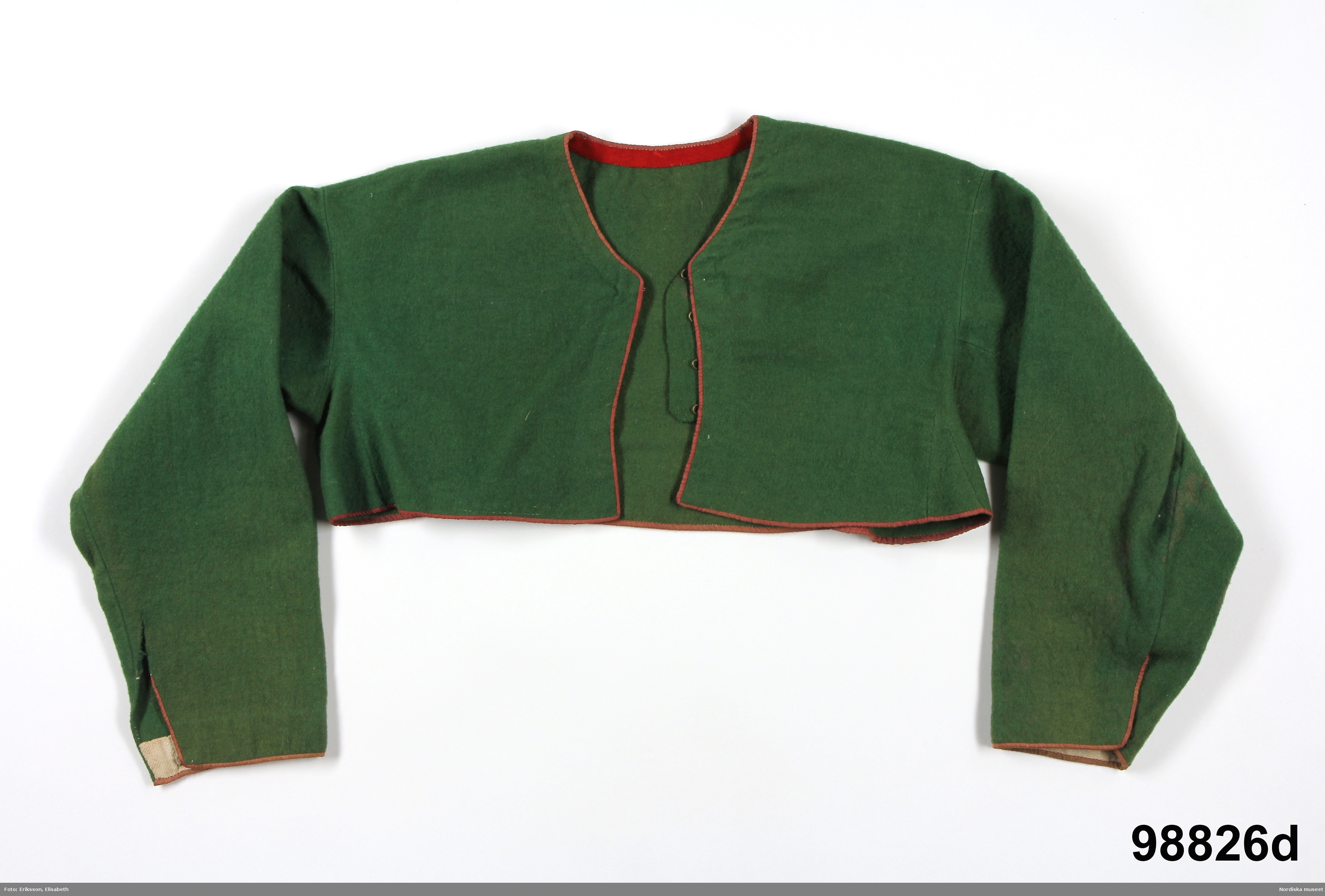
Gröntröja.
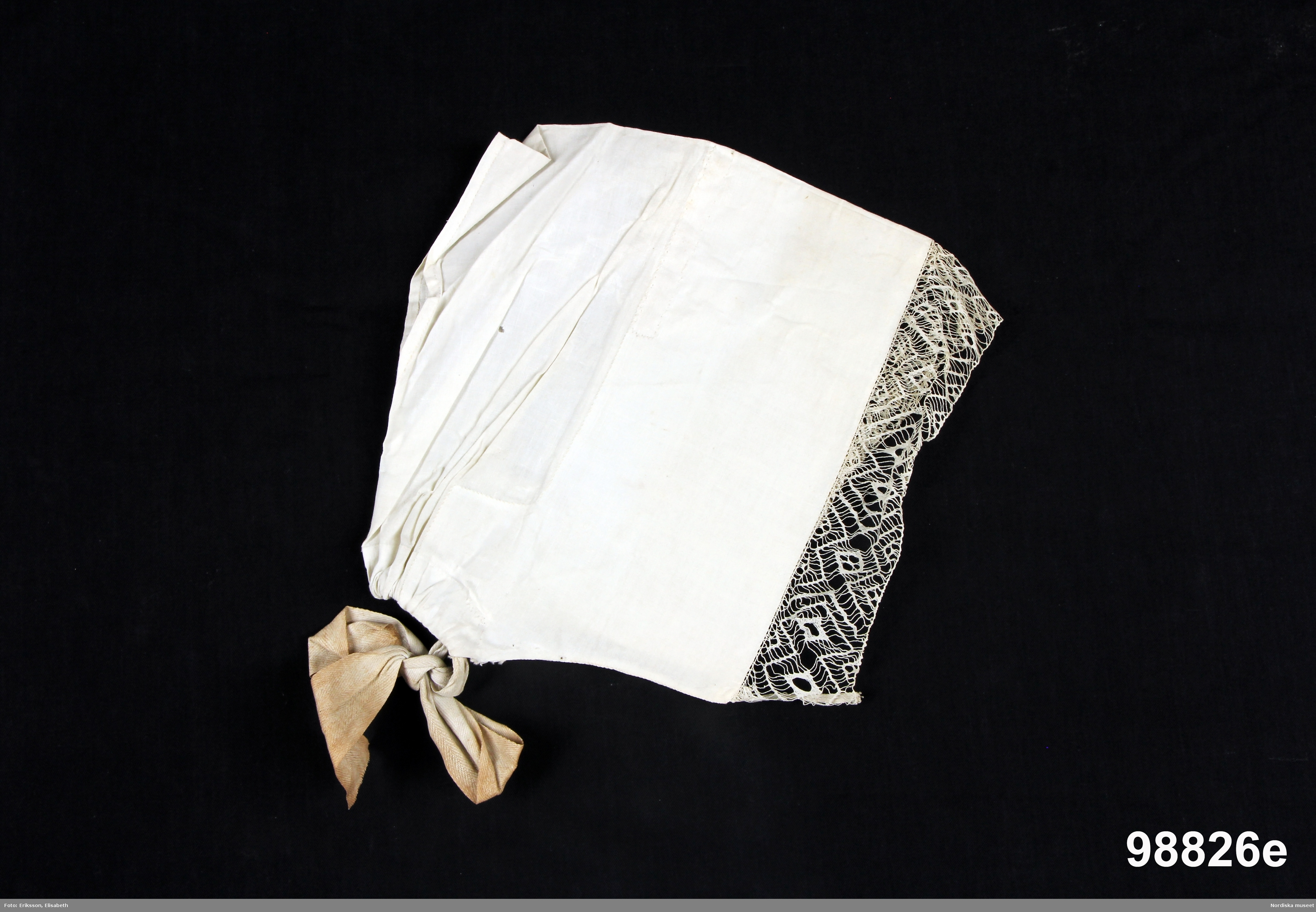
Knitningstimp.
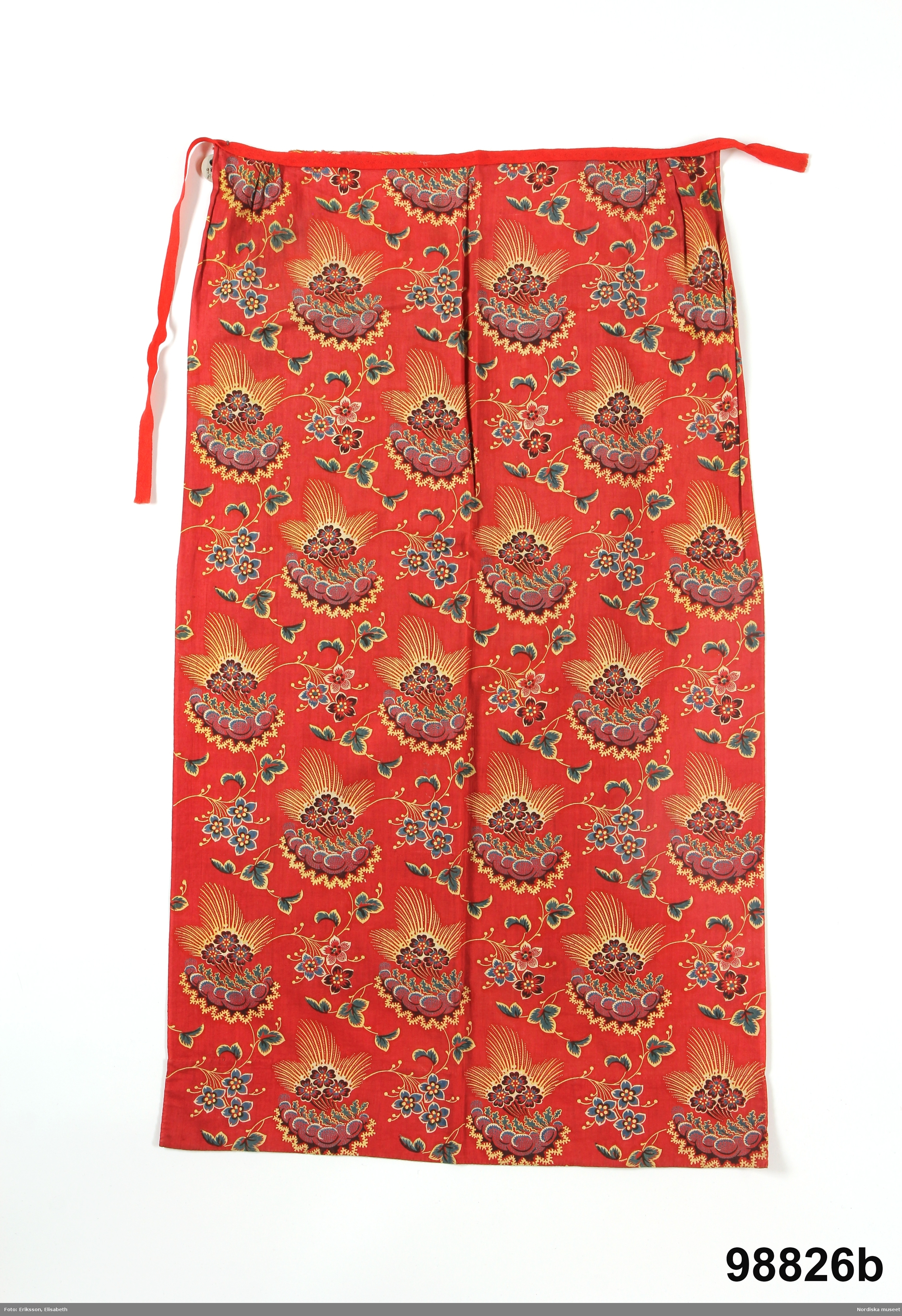
"Förklä" av blommig kattun.
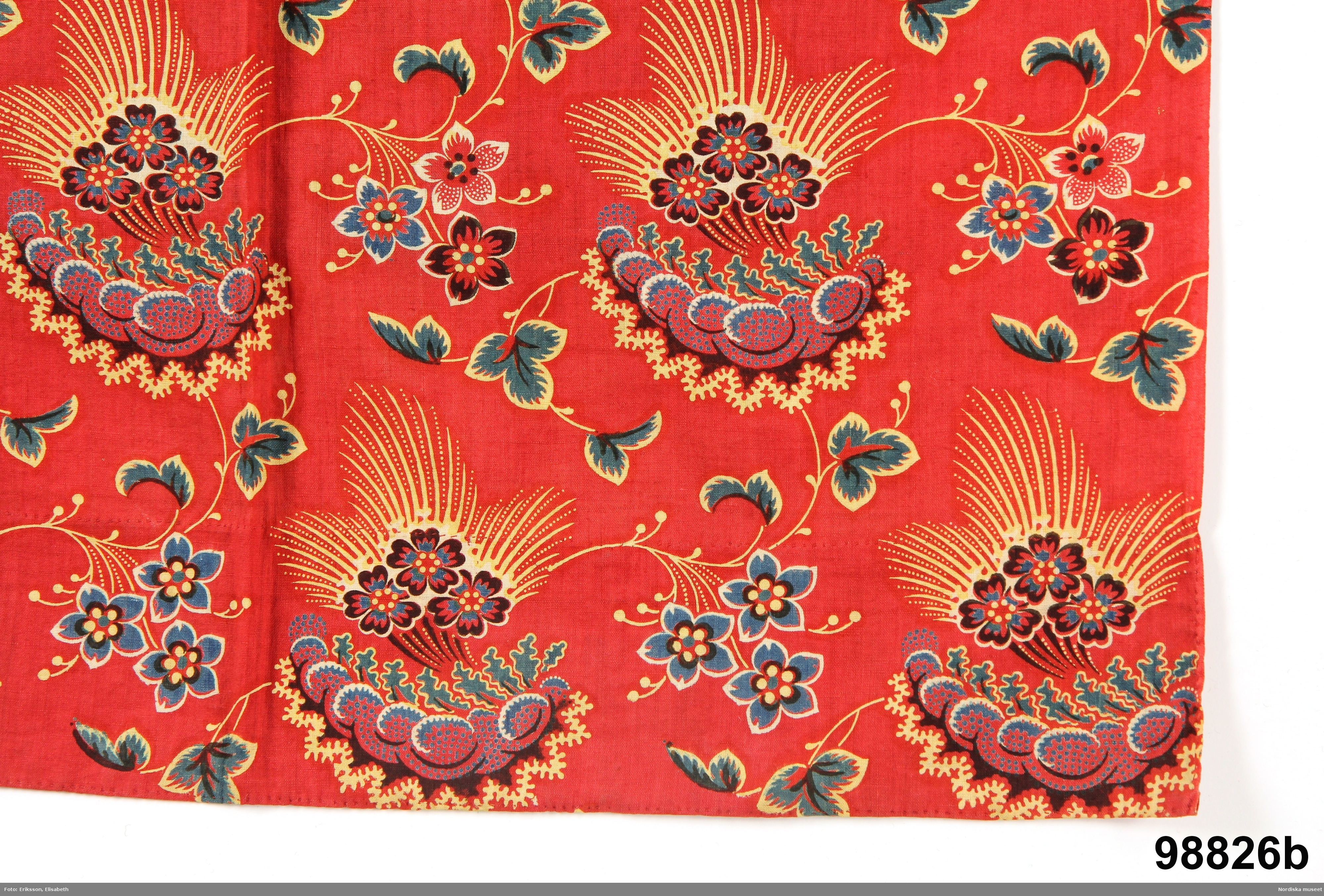
"Förklä" av blommig kattun.
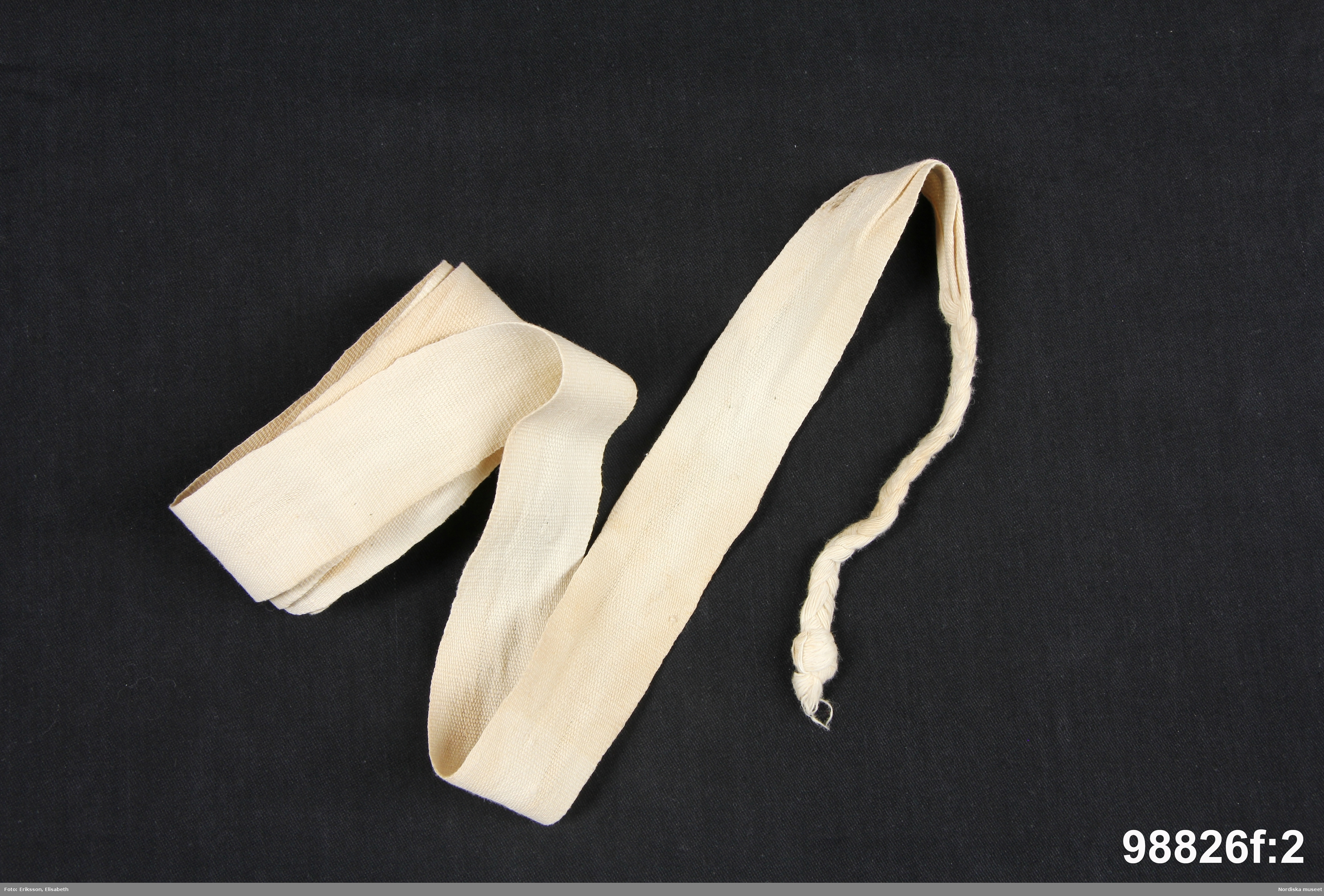
Hårfläta.
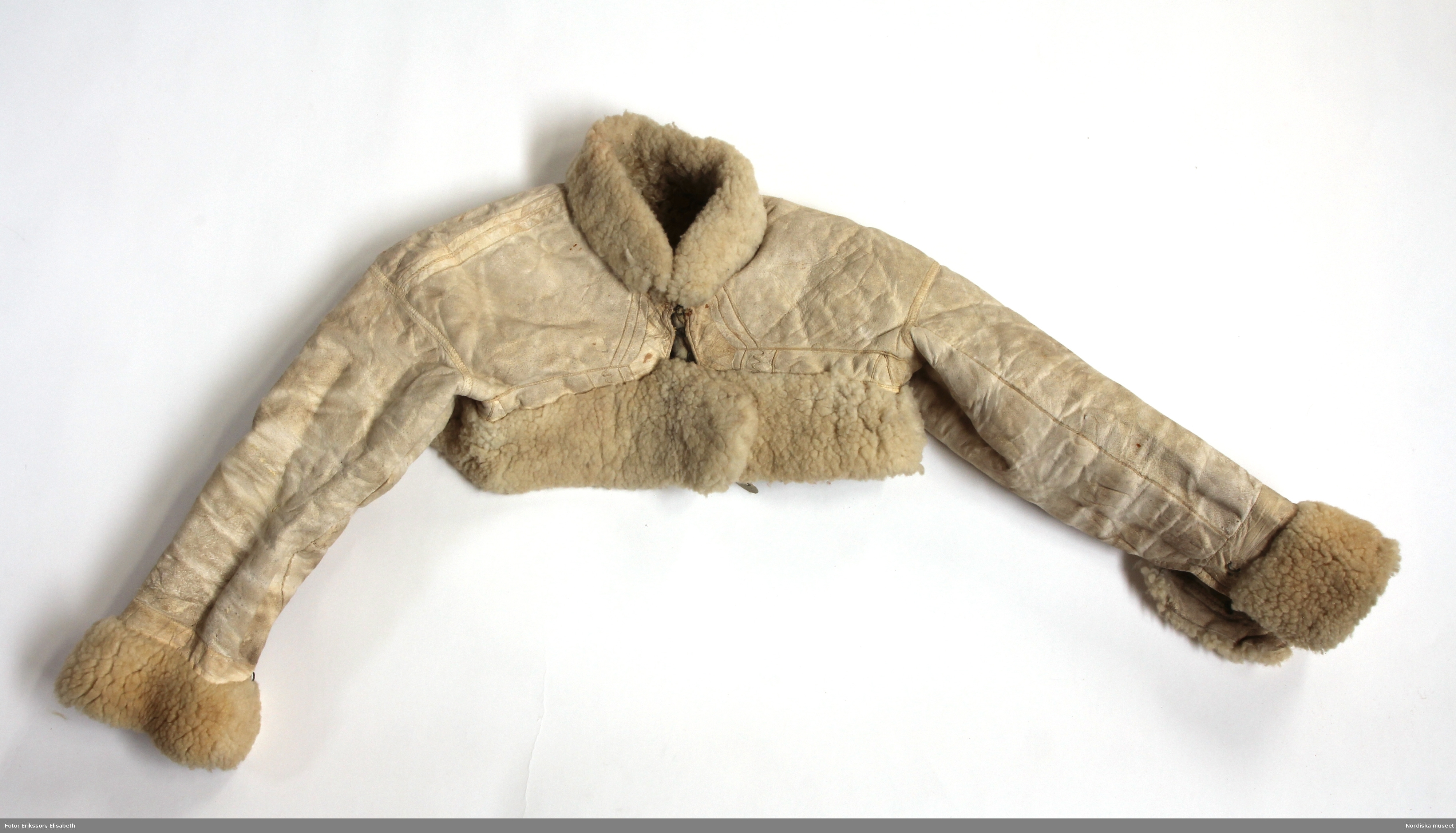
Vit skinntröja.
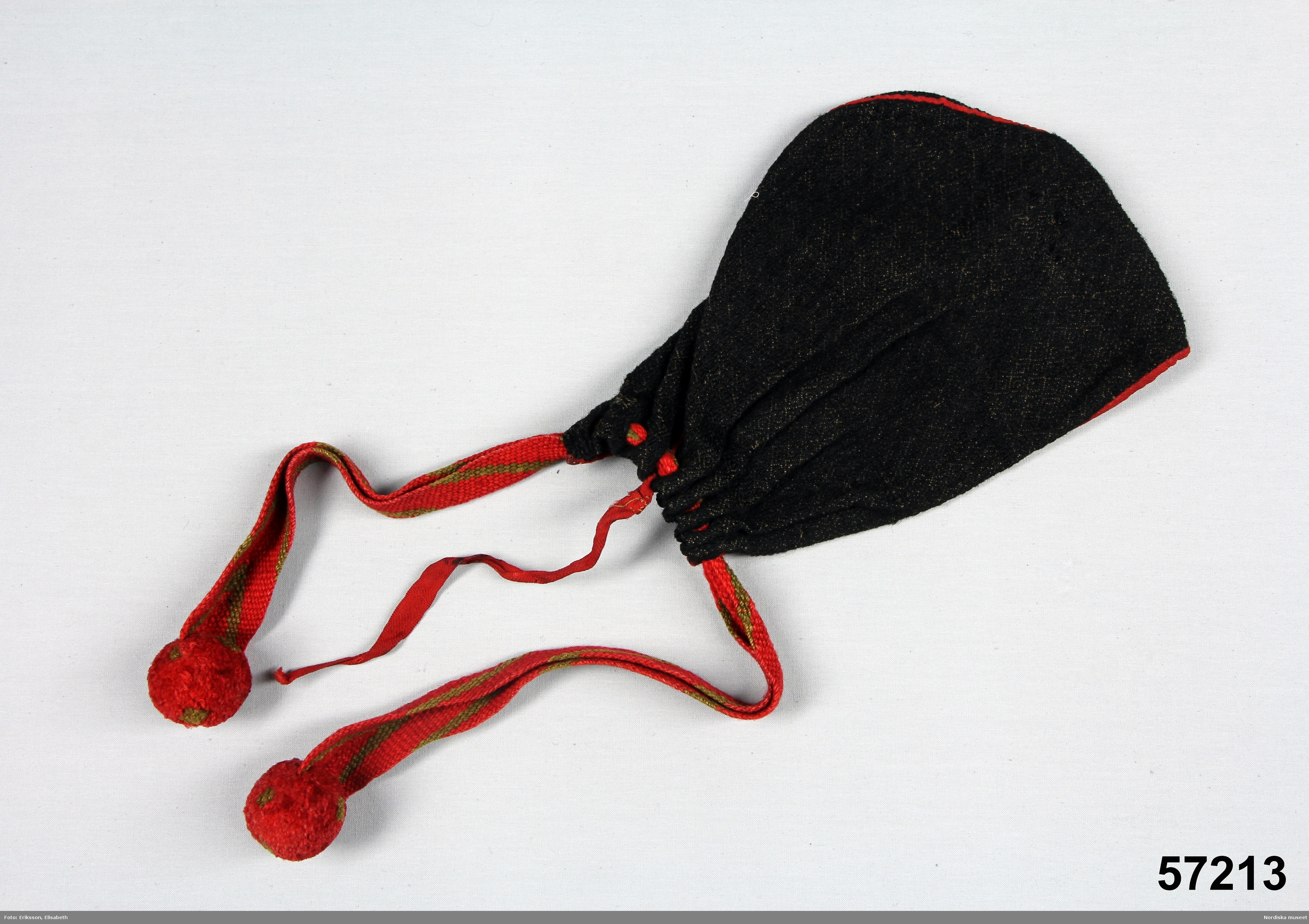
Hätta.
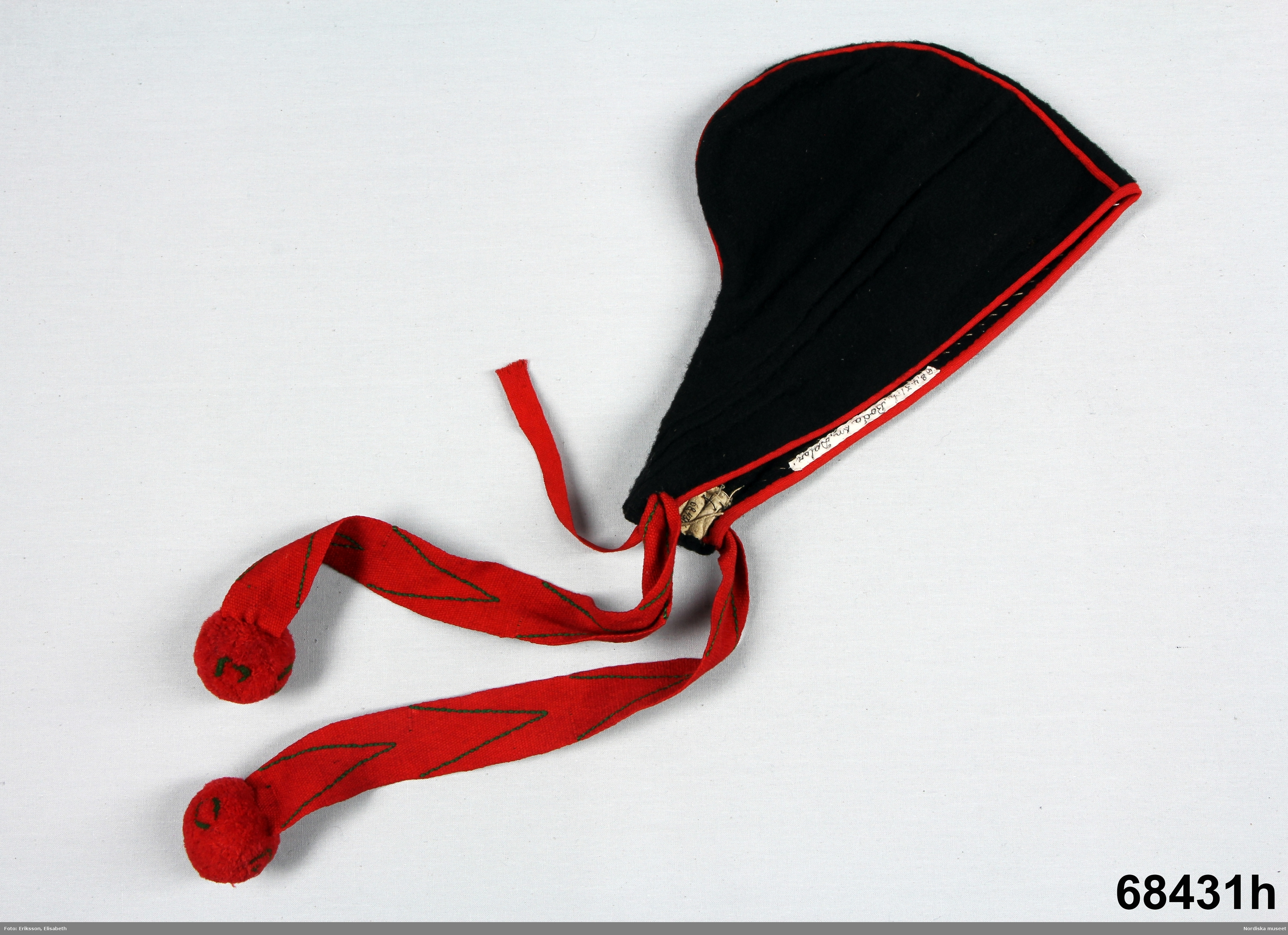
Svart mössa.
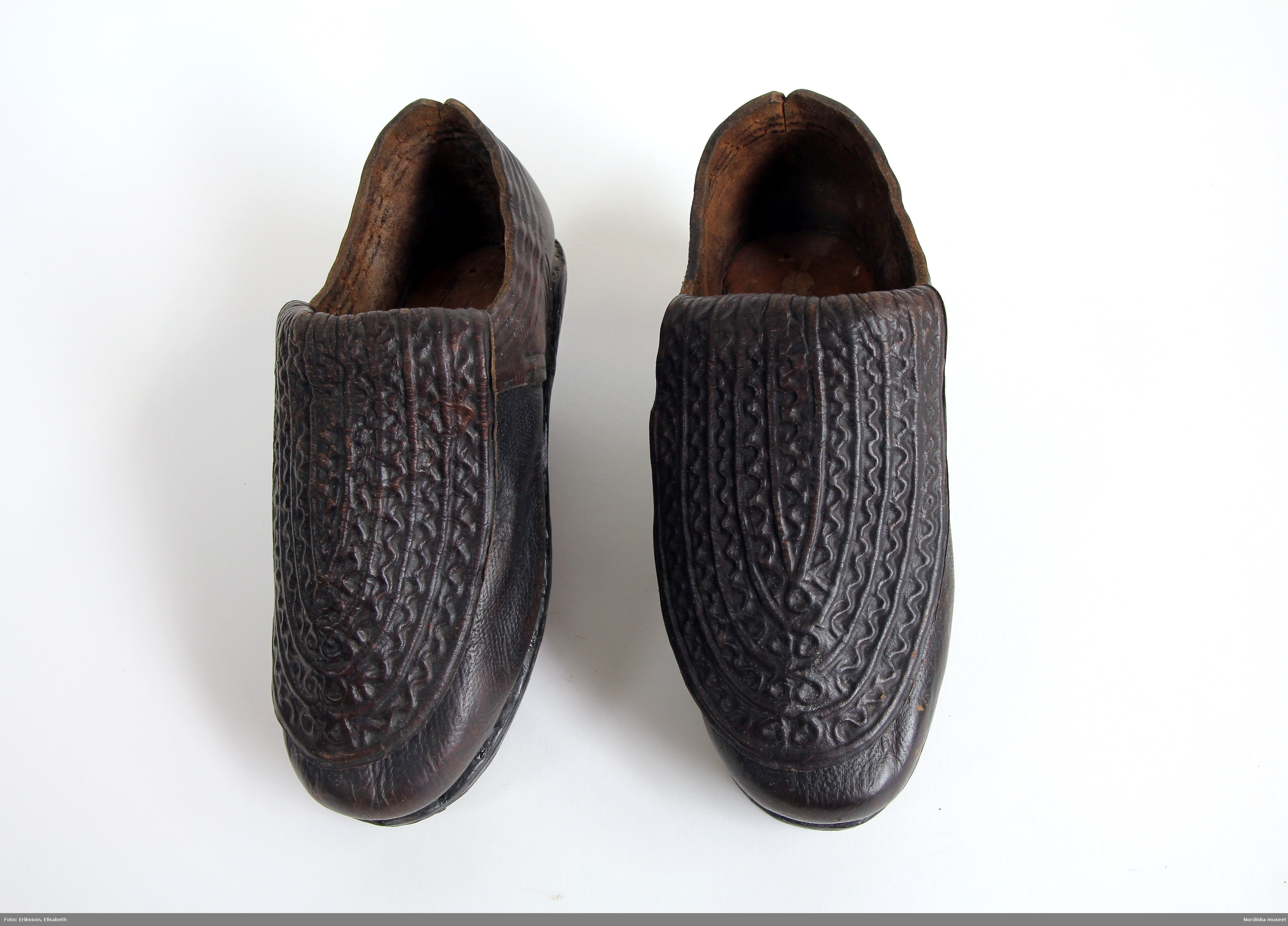
Skor.
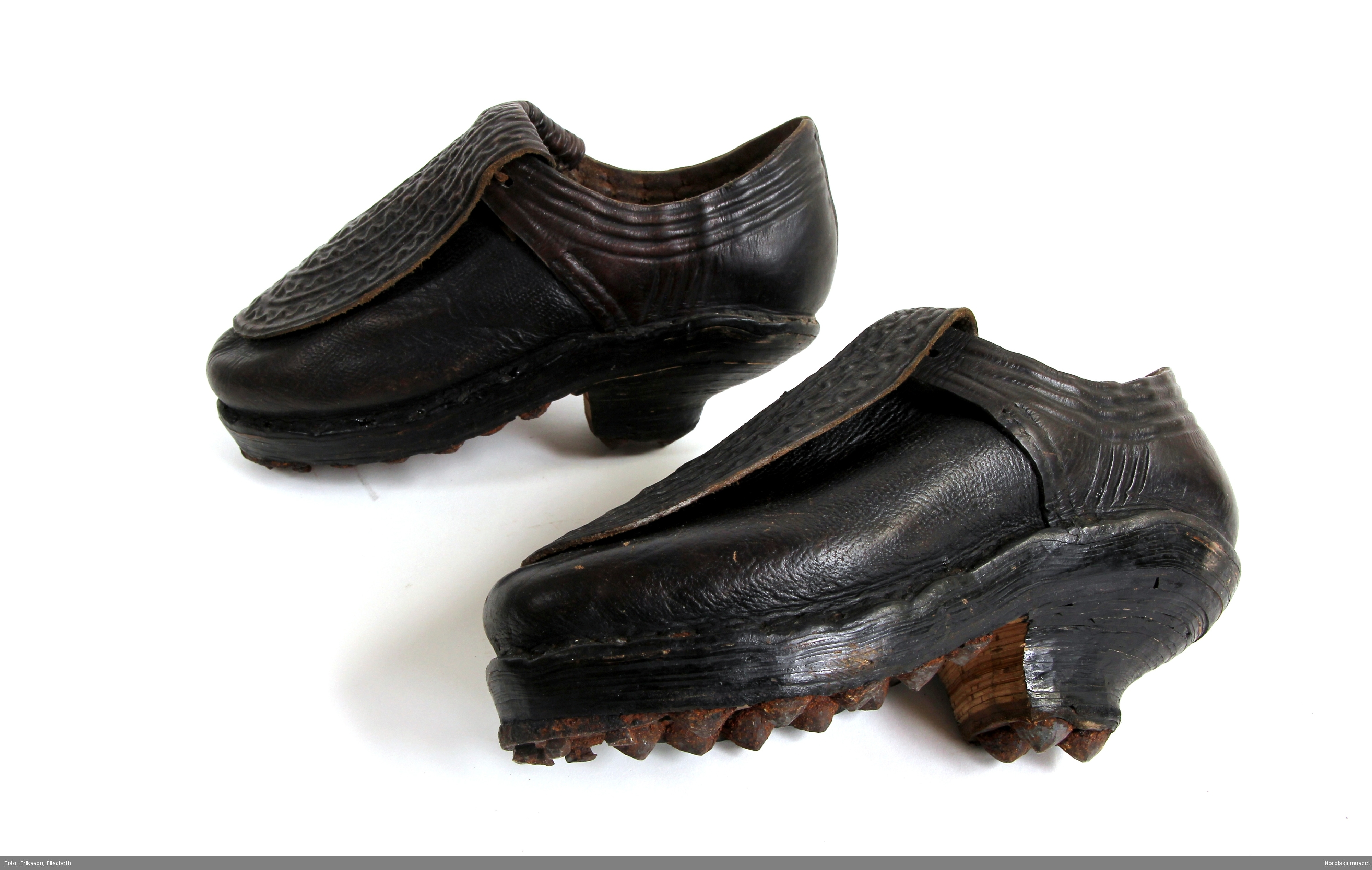
Skor.
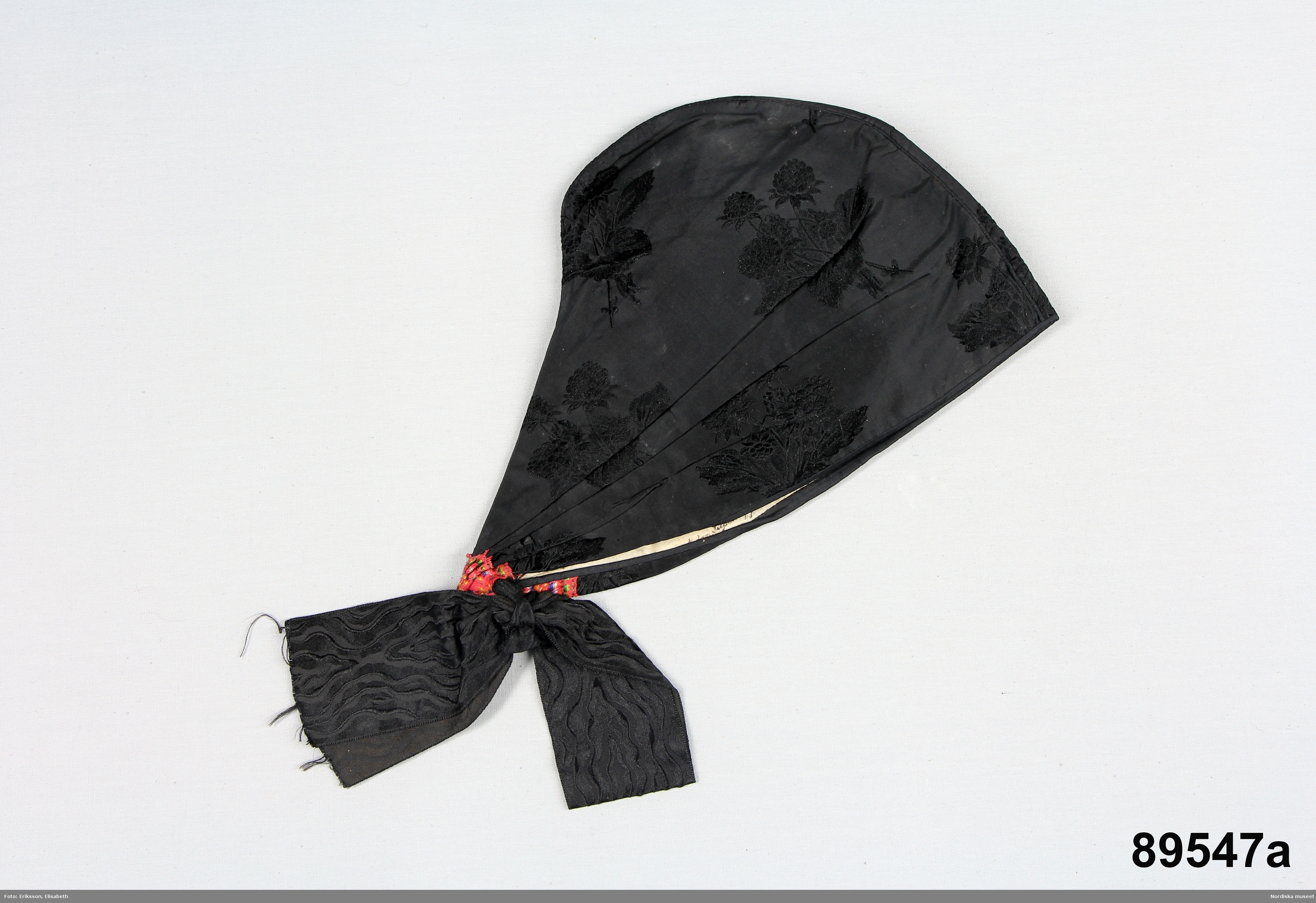
Silkeshätta insamlad av Nordiska museet 1900.